# 勝生真沙子
勝生真沙子（日语：／ Katsuki Masako，1958年10月15日—）是日本資深的女性聲優。出身於青森縣八戶市。81 Produce所屬。身高163cm。A型血。

## 人物簡介
- 出演的角色大多為高貴，智慧或是力量強大的女性。
- 音質和聲優山口由里子、小林優子相近。
- 曾兩度出演《玻璃假面》。在昭和版和平成版玻璃假面中分别為北島真夜和姬川歌子配音。
- 身高163cm，興趣是滑雪、編織及高爾夫球。

## 演出作品
※粗體字表示說明飾演的主要角色。

### 電視動畫
- 太陽勇者（國枝美子）
- 動畫秘密花園（海倫·麥考伊）
- 我們這一家（小川老師（第3代）、露西）
- 火焰的阿爾卑斯玫瑰 茱蒂&藍迪（普林坦、卡塔莉娜）
- 犬夜叉（水神大人）
- 福星小子（テンの母（2代目））
- NG騎士檸檬汽水&40（ベッピーン）
- 小魔女Doremi（市川老師）※第45話
- 神風怪盜貞德（高土屋全）
- 玻璃假面（昭和版）（北島真夜）
- 玻璃假面（平成電視版）（姬川歌子）
- 風中少女 金髮珍妮（黛安娜·強森→黛安娜·麥克道威爾）
- 風之少女艾蜜莉（喬·羅斯）
- GUNDAM系列作品
  - 機動戰士Z GUNDAM（蕾柯亚·朗特少尉）
  - 機動新世紀GUNDAM X（ヴェドバ・モルテ）
- 機神大戰（愛瑪莉亞・藍伯特）
- 機動警察（不破二尉）
- 今天是魔王（馮·休匹茲梵谷卿·潔西莉亞）
  - 今日大魔王!第三季（馮·休匹茲梵谷卿·潔西莉亞）
- 金田一少年之事件簿（女店長、天堂四郎）
- 銀魂（阿通的母親）
- 妙廚老爹（荒岩虹子）
- 蠟筆小新（松坂松、吉井妙子、魔女）
- 代號基亞斯 反叛的魯路修（正妻）
- 靈異教師神眉（美奈子老師）
- 通靈王（ゾリャー）
- 十二國記（汕子・驪媚）
- 女子高生（佐藤蝶子）
- 白い牙 ホワイトファング物語（瑪麗・史考特）
- STRANGE DAWN（レビアン）
- 世紀末救世主傳説 北斗之拳（珍妮芙）
  - 世紀末救世主傳説 北斗之拳2（雷阿）
- 世界名作劇場系列
  - 我的長腿叔叔（美雅麗・藍伯特）※第18・19話
  - 崔普一家物語（瑪莉亞‧克契拉）
- 零之使魔〜双月騎士〜（雪菲爾德）
- 超音戰士（美摩利）
- TSUBASA翼（キィシム）
- 灌籃少年（榊原美佐子）
- 數碼寶貝馴獸師（白羊獸）
- 新登場!飛天小女警Z（ヘレ、クリスマスローズ）
- 天元突破 紅蓮螺巖（オカミ）
- 天保異聞 妖奇士（豐川）
- 七龍珠（メラ）※第81話
- 七龍珠GT（乙姬）
- 四驅兄弟系列
  - 四驅兄弟（柳玉美老師、原・J・真紀）
  - 四驅兄弟WGP（柳玉美老師、原・J・真紀、辛蒂）
- 七海遊龍（ドノマーガ）
- 美少女戰士（海王满／水手海王星）
  - 美少女戰士S
  - 美少女戰士Sailor Star
- 武裝鍊金（アレキサンドリア・パワード）
- 惑星奇航（莎莉・席維史東）
- BLEACH（相馬芳野・蘭島）
- 彩夢芭蕾（パウラモニ　第六話 睡美人女主角）
- 神奇寶貝動畫版
- 魔神英雄傳（瑪麗安妮特）
- 天威勇士（RIM）
- 名偵探柯南（服部靜華、廣田雅美(宫野明美)、三村緣）
- 相聚一刻（主婦、保母、優子等）
- 遊☆戯☆王（蝶野老師）
- 雪之女王（安妮亞）
- 鎧傳（迦遊羅）
- 乱馬1/2（楊貴妃、未央）
- 我與我 兩個綠蒂（格魯克鮑爾老師）
- 驅魔少年（古蘭度·賴度）
- 高橋留美子劇場 人魚森林（七生的母親（七生的奶奶））
- 小豬萬萬歲（小惠）

1992年
- 麵包超人（鐵火的小柴薪〈第2代〉、小箭頭〈第2代〉）

1995年
- 小紅豆（仙台的祖母）

1996年
- 鬼太郎第4期（希族的巫女）

2004年
- 混沌武士（螢）
- 火影忍者（五代火影・綱手）

2005年
- 怪醫黑傑克（八也的妻子）
- 日式麵包王（梅黛兒・萊因哈特）
- 怪俠索羅利（雪女）

2006年
- 工作狂人（關口歌子）
- 偶像宣言（美空晴子）
- 徹之進（鎌田聖子）

2007年
- 火影忍者疾風傳（五代火影・綱手）

2008年
- 零之使魔〜三美姬的輪舞〜（雪菲爾德）
- 最高機密（七瀨彰子）

2009年
- 道子與哈金（索伊）
- 鬼太郎第5期（長壁姬）

2010年
- 爆漫王。（高木秋人的母親）
- 少年犯之七人（大嬸）

2011年
- 架向星空之橋（南國原老師）

2012年
- 電波少女與錢仙大人（田山）
- 白熊咖啡廳（女將）
- 火影忍者SD李洛克的青春全力忍傳（五代火影・綱手）

2013年
- 八犬傳－東方八犬異聞－（玉梓／姬）
- 八犬傳－東方八犬異聞－第二期（玉梓）
- 第一神拳 Rising（年輕的寬子）

2014年
- 棺姬嘉依卡 AVENGING BATTLE（庫羅蒂亞·道奇）

2015年
- 神奇寶貝XY（葛吉花）
- The Rolling Girls（石作志麻）

2016年
- 神奇寶貝XY&Z（葛吉花）
- 魯邦三世（阿沃戛德羅）
- Regalia 三聖星（瑪格麗特·伯恩利）

2017年
- ID-0（提督）
- 最遊記RELOAD BLAST（紗烙三藏[6]）
- ONE PIECE（夏洛特·斯慕吉[7]）

2018年
- 小松先生（生化人）
- 愛吃拉麵的小泉同學（潤的母親）
- 食戟之靈 餐之皿（廣井）
- 慕留人-火影忍者新世代-（綱手）
- 茜色少女（冰石紗呂[8]）

2019年
- 鬼太郎（第6作）（姑獲鳥[9]）
- 胡蝶綺 ～少年信長～（土田御前[10]）
- 慎重勇者～這個勇者明明超TUEEE卻過度謹慎～（利維耶）

2020年
- 巴比倫（弗洛拉·洛）
- 寶石商人理查德的謎鑑定（拍賣官）
- 災禍的真理 -ZUERST-（瑪麗·巴爾特[11]）

2021年
- WONDER EGG PRIORITY（佐知子夫人）
- 真白之音（田沼小百合）
- 七騎士 革命 -英雄的繼承者-（亞依林）
- 汪汪隊立大功（グッドウェイ市長）
- 世界盡頭的聖騎士（瑪普爾）

2022年
- 寶可夢 旅途（亞馬多）
- 群青的開場小號（西園寺七緒子[12]）
- 後宮之烏（皇太后）
- 機動戰士GUNDAM 水星的魔女（尼根[13]）

2023年
- 機動戰士GUNDAM 水星的魔女 Season2（尼根）
- 死神少爺與黑女僕 第2期（伊吉[14]）

2024年
- 死神少爺與黑女僕 第3期（伊吉）
- 黑執事 寄宿學校篇（老婆婆）
- ATRI -My Dear Moments-（八千草乃音子）
- 女神咖啡廳 第2期（鳳凰寺洋子）

2025年
- 藥師少女的獨語 第2期（深緣）
- 我和班上最討厭的女生結婚了。（北條靜）
- 黑執事 綠之魔女篇（婆婆大人）
- SAKAMOTO DAYS 坂本日常（宮婆婆）
- 新吊帶襪天使（Scanty）

### OVA
- 閃電霹靂車SIN（瑪莉·亞爾伯特·露易莎）
- I"s Pure（古川）
- 蘋果核戰（デュナン）
- 機動戰士GUNDAM0083 STARDUST MEMORY（露雪特·奧德比）
- 今天是魔王R（馮·休匹茲梵谷卿·潔西莉亞）
- 銀河英雄傳説（希爾格爾·馮·瑪林道夫）
- 黑之斷章 Mystery of Necronomicom（雌蕊魅奈、辛蒂）
- 湘南純愛組!（出雲真理子）
- 飛越巔峰（樋口・君子）
- 同級生2（光）
- BADBOYS（佐藤エリカ）
- 怪医黑傑克（瑪莉亞）
- 冥王計劃傑歐萊馬（ロクフェル）

1992年
- 數列（日语：シークエンス (アニメ)）

### 電影動畫
- 光之美少女 Max Heart（魔女）
- 機動戰士Ζ GUNDAM 各作品（レコア・ロンド）
- 美少女戰士系列 各作品（海王满／水手海王星）
  - 劇場版美少女戰士S
  - 美少女戰士SuperS
- 名偵探柯南：唐紅的戀歌（服部静华）
- 黑暗邊緣（日语：ダークサイド・ブルース）（環）
- 紫式部 源氏物語（乳母的少納言）
- 王立宇宙軍～歐尼亞米斯之翼～（酒家之女）

2021年
- 電影 Healin' Good ♥ 光之美少女 夢想的小鎮心動不已！GoGo！大變身！！（我修院薩雷那）

### 網路動畫
2020年
- 超级七龙珠群雄（托娃）

### 遊戲
- 閃電霹靂車系列（瑪莉·亞爾伯特·露易莎）
- SD GUNDAM G世代系列（レコア・ロンド、ヴェドバ・モルテ、シャノン・マシアス）
- 今天是魔王系列（馮·休匹茲梵谷卿·潔西莉亞）
- 貯金大冒險（キャビア）
- 超级機器人大戰系列（蕾柯亚·朗特）
- 同級生2（片桐美鈴）
- 火影忍者系列（綱手）
- 七龙珠系列（托娃）

2024年
- 女神異聞錄：夜幕魅影（长尾千津子）

### 外語配音

#### 演員
布莉姬·芳達
- 雙面女郎（英语：Single White Female）（艾莉森·“艾莉”·瓊斯）※影碟版。

黛博拉·梅辛
- 威爾與格蕾絲（格蕾絲·阿德勒）

金·凱特羅
- 冰上公主（英语：Ice Princess）（蒂娜·哈伍德）

梅格·瑞安
- 普西迪基地（英语：The Presidio (film)）（唐娜·考德威爾）※影碟版、機內上映版。

米蘭達·理查森
- 聖杯傳說（湖中妖女）

蕾妮·羅素
- 致命武器3（英语：Lethal Weapon 3）（洛娜·科爾）※朝日電視台版。
- 致命武器4（洛娜·科爾）※朝日電視台版。
- 偷天遊戲（凱瑟琳·班寧）※富士電視台版。

莎朗·史東
- 交集（英语：Intersection (1994 film)）（莎莉·伊士曼）

泰達·史雲頓
- 月升王國（社工）

#### 電影
- 酷條子（英语：A Low Down Dirty Shame）（安潔拉〈莎莉·理查德森〉）
- 現代啟示錄（桑德拉）※日本電視台版。
- 龍兄虎弟（美〈蘿拉·福納〉）※朝日電視台版。
- 回到未來系列
  - 回到未來（珍妮佛·帕克〈克勞蒂亞·威爾斯（英语：Claudia Wells）〉）※影碟版。
  - 回到未來II（珍妮佛·帕克〈伊麗莎白·蘇〉）※影碟版。
  - 回到未來III（珍妮佛·帕克〈伊麗莎白·蘇〉）※影碟版。
- 賓漢（得撒〈凱西·奧唐納（英语：Cathy O'Donnell）〉）※日本電視台新錄製版。
- 鬼馬小精靈（英语：Casper (film)）（阿米莉亞·哈維〈艾米·布倫尼曼（英语：Amy Brenneman）〉）※VHS版。
- 豹人（英语：Cat People (1982 film)）（艾麗絲〈安妮特·奧圖（英语：Annette O'Toole）〉）※朝日電視台版。
- 學校風雲（英语：Class of 1984）（派西〈麗莎·朗格洛伊（英语：Lisa Langlois）〉）※富士電視台版。
- 雞尾酒（英语：Cocktail (1988 film)）（凱莉·考夫林〈凱莉·琳奇（英语：Kelly Lynch)）〉）※富士電視台版。
- 魔鬼司令（萊斯利〈莎朗·懷亞特（英语：Sharon Wyatt）〉、蘇珊·蘭斯空服員〈朱莉·哈耶克（英语：Julie Hayek）〉）※TBS版。
- 超時空接觸（艾蓮諾·“艾麗”·阿諾威博士〈茱蒂·佛斯特〉）※影碟版。
- 異形生物（英语：Creature (1985 film)）（溫蒂·H·奧利弗博士〈安奈特·麥卡錫（英语：Annette McCarthy）〉）※東京電視台版。
- 致命時刻（英语：Desperate Hours）（南西〈凱莉·琳奇〉）
- F/X魔鬼任務2（英语：F/X2）（瑪麗莎·貝萊斯〈喬西·德·古斯曼（英语：Josie de Guzman）〉、妓女）※VHS版。
- 魔鬼剋星2（達納·巴雷特〈雪歌妮·薇佛〉）※朝日電視台版。
- 酷斯拉（奧黛莉·提蒙斯〈瑪麗亞·皮蒂羅（英语：Maria Pitillo）〉）※影碟版。
- 亂世佳人（蘇倫·奧哈拉〈伊夫林·凱斯（英语：Evelyn Keyes）〉）※日本電視台新錄製版。
- 小精靈2（瑪拉·布拉史東〈哈維蘭·莫里斯（英语：Haviland Morris）〉）※影碟版。
- 月光光新慌慌：萬聖結（特蕾莎·艾倫〈甘迪絲·蘿絲〉）
- 超異能夢魘（英语：In Dreams (film)）（克萊爾·庫珀〈安妮特·班寧〉）※DVD版。
- ID4星際終結者（康斯坦絲·史帕諾〈瑪格麗特·柯林〉）※影碟版。
- 大白鯊2（艾爾金斯博士〈科林·威克斯（英语：Collin Wilcox (actress)）〉[15]）※BS東視版。
- 王牌保齡球（英语：Kingpin (1996 film)）（克勞蒂亞〈瓦妮莎·安吉爾（英语：Vanessa Angel）〉）※VHS版。
- 絕不留情（英语：No Mercy (film)）（卡拉〈艾蕾塔·米切爾（英语：Aleta Mitchell）〉）
- 鬼哭神號（黛安·弗里林〈喬貝絲·威廉斯〉）※朝日電視台版。
- 第一滴血2（芳·寶〈茱莉亞·尼克森（英语：Julia Nickson）〉）※TBS版。
- 阿珠與阿花（英语：Romy and Michele's High School Reunion）（米歇爾·溫伯格〈麗莎·庫卓〉）
- 雙星趕月（英语：Running Scared (1986 film)）（安娜·科斯坦佐〈達蓮·佛魯格（英语：Darlanne Fluegel）〉）※TBS版。
- 回到過去（英语：Scrooged）（克萊爾·菲利普斯〈凱倫·阿蘭〉）
- 第二個月亮（英语：Sunflower (1970 film)）（喬瓦娜〈蘇菲亞·羅蘭〉）※大阪電視台版。
- 忍者龜（愛普莉爾·奧尼爾（英语：April O'Neil）〈茱蒂絲·豪格（英语：Judith Hoag）〉）※富士電視台版。
- 追魂交易（瑪麗·安·洛馬克斯〈查理兹·塞隆〉）※影碟版。
- 大老婆俱樂部（雪莉·斯圖爾特〈莎拉·潔西卡·帕克〉）
- 魔鬼褓姆（英语：The Guardian (1990 film)）（凱特·斯特林〈凱莉·洛維（英语：Carey Lowell）〉）※VHS版。
- 終極尖兵（英语：The Last Boy Scout）（莎拉·哈倫貝克〈雀兒喜·菲爾德（英语：Chelsea Field）〉）※朝日電視台版。
- 愛情DIY（英语：The Other Sister）（希瑟·泰特〈莎拉·保羅森〉）
- 芝加哥打鬼（英语：The Return of the Living Dead）（“垃圾”〈琳妮亞·奎格利（英语：Linnea Quigley）〉）※日本電視台版。
- 成功的祕密（克里斯蒂·威爾斯〈海倫·斯萊特（英语：Helen Slater）〉）※TBS版。
- 穿越陰陽路（英语：The Serpent and the Rainbow (film)）（瑪麗埃爾·杜尚博士〈凱西·泰森（英语：Cathy Tyson）〉）
- 少林寺（白無瑕〈丁嵐〉）※日本電視台版。
  - 少林小子（二鳳〈丁嵐〉）※日本電視台版。
- 十誡（妮菲塔莉〈安妮·巴克斯特〉）※富士電視台版。
- 偷天遊戲（嘉芙蓮·班寧〈蕾妮·羅素〉）※富士電視台版。
- 沖天大火災（帕蒂·西蒙斯〈蘇珊·布萊克利〉）※日本電視台、TBS版。
- 女孩第一名（英语：Where the Heart Is (2000 film)）（萊克西·庫普〈艾希莉·賈德〉）
- 少年愛因斯坦（英语：Young Einstein）（瑪麗·居禮〈歐迪勒·勒·克萊齊奧〉）※VHS版。

#### 電視影集
- 慾望城市（莎曼珊·瓊斯〈金·凱特羅〉）
- 威爾與格蕾絲（第2季：奇姆〈米根·費伊（英语：Meagen Fay）〉、第3季：奇姆〈麗茲·法瑟（英语：Liz Vassey）〉）

#### 動畫
- 大力士（英语：Hercules (1998 TV series)）（希波吕忒女王）
- 汪汪隊立大功（古威市長）
- 小美人魚（愛麗兒姊妹）
- 變形金剛系列
  - 變形金剛（克羅米亞[16]）
  - 變形金剛 The Movie（雅希）
  - 變形金剛2010（日语：戦え!超ロボット生命体トランスフォーマー2010）（雅希）

### 特攝影集
1997年
- 電磁戰隊百萬連者（扭曲黃／扭曲索菲亞的聲音）

2005年
- 魔法戰隊魔法連者（冥獣人四底王海妖賽蓮·的聲音）

2008年
- 假面騎士KIVA（蠶蛾牙血鬼的聲音）
- 手機搜查官7（的聲音）

### 電影
- 敦煌（吹替出演）

### 廣播節目
- 同級生戀愛專科 廣播劇（芹澤芳子）

### 卡式錄音帶文庫
- 冒險!! 伊庫薩3（パールモス）

## 腳註

## 外部連結
- 81 Produce公式官網的聲優簡介 （页面存档备份，存于） （日語）
- 勝生真沙子的X（前Twitter） （日語）